# Sabaton
I Sabaton sono un gruppo musicale power metal/heavy metal svedese, formatosi nel 1999 a Falun per iniziativa di Joakim Brodén e Pär Sundström.
Il nome della band significa in italiano scarpa d'arme, elemento raffigurato anche nel logo, a formare la lettera S maiuscola. I temi principali affrontati dal gruppo nei suoi brani sono i conflitti della storia e le loro battaglie più rilevanti.

## Storia del gruppo

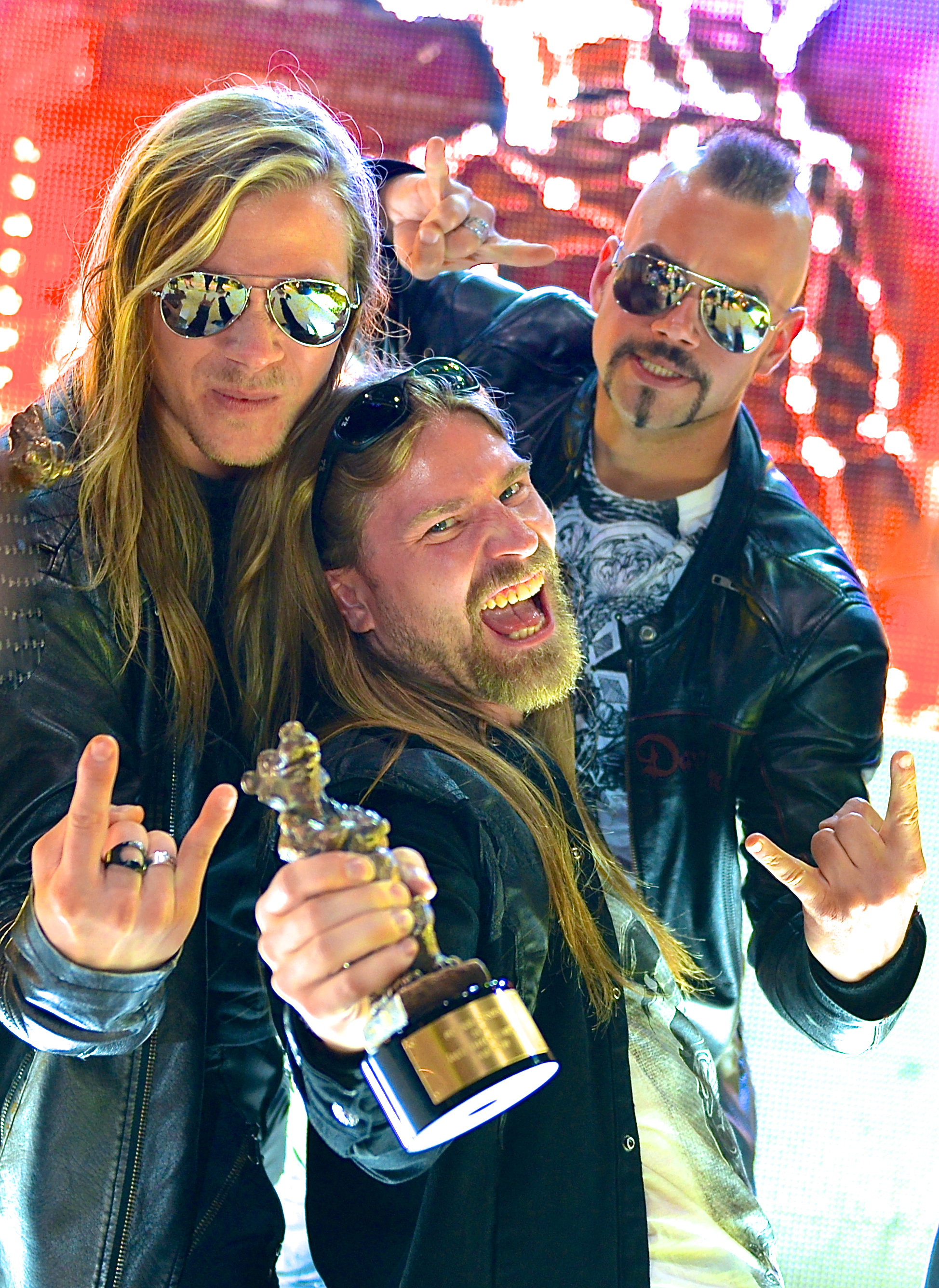
I Sabaton (da sinistra Thorbjörn Englund, Pär Sundström e Joakim Brodén) al Rockbjörn 2013.

### Formazione e primi album (1999-2009)
i Sabaton si sono formati nel dicembre 1999. Dopo che le prime canzoni furono registrate nello studio di Peter Tägtgren (l’Abyss Studios), i Sabaton furono contattati da un paio di etichette discografiche. La band ha firmato con l'etichetta italiana Underground Symphony, che ha poi pubblicato, a livello internazionale, il CD promozionale Fist for Fight. Il disco aveva lo scopo di promuovere le prossime uscite dei Sabaton.
Nel 2002 i Sabaton registrano l’album Metalizer che sarebbe dovuto essere distribuito dall’Underground Symphony come album di debutto della band. Dopo due anni di attesa, durante i quali la band ha tenuto varie esibizioni in tutta la Svezia, l'album è stato abbandonato.
Nel 2005, i Sabaton hanno firmato un nuovo contratto con la casa discografica Black Lodge e hanno pubblicato il loro secondo album (e primo vero album) intitolato Primo Victoria; Joakim Brodén ha dichiarato che l'album ha "dato il via" al tema storico della band, mentre Pär Sundström ha dichiarato che la band ha deciso di concentrarsi principalmente su temi storici nei loro testi dopo che lui e Brodén hanno visto il film Salvate il Soldato Ryan.
Nel 2006, i Sabaton sono stati in tour a sostegno di Edguy e dei DragonForce. Il terzo album della band, Attero Dominatus, è stato pubblicato in Europa il 28 luglio 2006.
Nel marzo 2007, i Sabaton hanno pubblicato Metalizer come doppio disco insieme a Fist for Fight, insieme alla canzone inedita "Birds of War".
Come seguito di Metalizer, nel maggio 2008, i Sabaton hanno pubblicato il quarto album, The Art of War, ispirato all’omonimo libro di Sun Tzu, contenente i singoli "Cliffs of Gallipoli" e "Ghost Division".
Nel 2009, la band ha girato l'Europa per supportare il tour degli HammerFall aprendo i loro concerti. Dopo la loro esibizione al Bloodstock Festival, la band ha supportato in tour i DragonForce per 18 concerti nel Regno Unito.

### Coat of Arms(2010–2011)
La band aveva sperato di iniziare a registrare il prossimo album a ottobre, ma con i concerti prenotati e il tour di supporto ai DragonForce il mese successivo, la registrazione è stata rimandata. Il 23 dicembre 2009, la band ha annunciato il nome del loro prossimo album Coat of Arms, contenente molte canzoni sulla seconda guerra mondiale, inclusa la guerra d'inverno. Coat of Arms è stato pubblicato il 21 maggio 2010; il primo video musicale per "Uprising" è stato pubblicato il 1° agosto 2010 mentre il secondo video musicale per "Screaming Eagles" è stato pubblicato il 25 maggio dello stesso anno.

### Primo cambio di formazione e nuovi album (2012-2015)
Nel 2012, i Sabaton hanno pubblicato l’album Carolus Rex registrato sia in Svedese che in Inglese. Dopo la registrazione, Oskar Montelius, Richard Sundén, Daniel Mullback e Daniel Myhr lasciarono la band, costringendo Joakim e Pär a reclutare i 2 chitarristi Chris Rörland e Thobbe Englund e il batterista Robban Bäck il 31 marzo 2012. Gli ex-membri Oskar Montelius, Richard Sundén, Daniel Mullback e Daniel Myhr hanno continuato la loro carriera, insieme al cantante Nils Patrik Johansson e al bassista Stefan Eriksson, per la formazione dei Civil War.
Nel novembre del 2012, Robban Bäck ha dovuto lasciare il tour per la nascita del suo primo figlio ed è stato sostituito con Snowy Shaw e il suo Drum tech Hannes Van Dahl fino all’ottobre del 2013.
Nel novembre del 2013, Hannes Van Dahl lascia gli Evergrey per diventare il nuovo batterista ufficiale dei Sabaton.
Nel gennaio 2014, la band ha annunciato la copertina del loro album Heroes, successivamente pubblicato il 16 maggio 2014; L'album si è rivelato un successo ed è arrivato al primo posto nella classifica ufficiale degli album svedesi. Il 27 gennaio la band è stata annunciata per suonare al Download Festival a giugno. Nell'ottobre 2015, i Sabaton hanno tenuto il loro primo concerto in Giappone al Loud Park.

### The Last Stand(2016-2018)
Nel dicembre 2015, 5 canzoni della band sono state aggiunte al gioco di strategia Europa Universalis IV di Paradox Interactive, mentre il 6 giugno 2016 (72° anniversario del D-Day) i Sabaton pubblicano altre canzoni per il videogioco Hearts of Iron IV.
L’album The Last Stand, è stato annunciato ad aprile del 2016 e pubblicato il 19 agosto 2016.
Il 10 giugno 2016 è stato pubblicato il primo singolo "The Lost Battalion", mentre il 25 luglio 2016, la band ha annunciato che il chitarrista Thobbe Englund aveva lasciato la band; ma avrebbe finito occasionalmente per suonare sia al 20º anniversario della band al Wacken Open Air nel 2019, sia anche per uno spettacolo a Falun per concludere il loro Swedish Tour del 2022.
Tommy Johansson (frontman dei Majestica) è stato annunciato immediatamente come nuovo chitarrista all'ultimo concerto di Thobbe Englund con i Sabaton.
Nel 2017, Hannes Van Dahl ha annunciato che non avrebbe partecipato alle prime date del tour europeo The Last Tour per la nascita del suo primo figlio con Floor Jansen. Il batterista Daniel Sjögren dei Twilight Force lo ha sostituito per quelle date.
Durante il tour, il concerto tenuto al Masters of Rock è stato accompagnato dall'Orchestra Filarmonica di Zlín, in Repubblica Ceca; L'arrangiamento orchestrale delle canzoni è stato fatto da Christofer Johnsson dei Therion.
Pär Sundström ha dichiarato che il gruppo avrebbe avuto poche date nel 2018 in modo da potersi concentrare sulla scrittura e sulla registrazione del loro prossimo album The Great War, mentre Joakim Brodén ha confermato la data di uscita nel 2019 in un'intervista del settembre 2018 sullo show TV War di MAD TV, infine il 31 dicembre 2018, è stata ufficialmente confermata in un video di annuncio sul loro canale YouTube.

### SabatonHistoryeThe Great War(2019)
L'8 gennaio 2019, la band ha annunciato la creazione di un canale YouTube chiamato Sabaton History, una collaborazione tra Indy Neidell, TimeGhost History e Sabaton; Il canale documenta la storia degli eventi dietro le canzoni di Sabaton e le canzoni stesse.
Il 22 aprile 2019, i Sabaton pubblicano il singolo "Bismarck" in collaborazione con Wargaming per World of Warships. La canzone parla della corazzata tedesca Bismarck, una delle più grandi navi militari mai costruite in Europa e presente nel gioco.
Il 2 aprile 2019, la band ha annunciato l’album The Great War, contenente molte canzoni sulla prima guerra mondiale e il 5 maggio 2019, il gruppo ha suonato a Plzeň nell'anniversario della rivolta di Praga e ne ha realizzato un piccolo documentario. L'album è stato pubblicato il 19 luglio 2019 contenente i singoli "Fields of Verdun"(pubblicato il 3 maggio 2019 e scritto insieme a Thobbe Englund) e “The Red Baron”.
Il 1° agosto 2019, la band ha suonato per il loro 20° anniversario al Wacken Open Air e durante il concerto, Thobbe Englund, insieme agli ex-membri della band, sono saliti sui palchi per suonare le canzoni finali.
Il 30 agosto 2019, la band è stata coinvolta in un grave incidente d'auto in Tunisia mentre tornava dalle riprese del video musicale per "Seven Pillars of Wisdom" nel deserto del Sahara. Le lesioni subite li hanno costretti a cancellare uno spettacolo a Danzica, in Polonia mentre il video registrato è stato pubblicato a dicembre, con Indy Neidell che interpreta T.E. Lawrence.

### Primi singoli,The War to End All Warse film (2020-2024)
Nel gennaio 2020, i Sabaton hanno intrapreso il tour europeo The Great Tour suonando 22 concerti supportati dalle band Amaranthe e Apocalyptica; gli spettacoli sarebbero stati gli ultimi in quell'anno, a causa della pandemia di COVID-19. Tuttavia sono ritornati in Germania per registrare le riprese del Wacken World Wide 2020, una serie di show virtuali registrati al Wacken Open Air.
Dal 23 dicembre 2020, i Sabaton annuciano sui social media brevi estratti dei loro prossimi singoli:
Il primo singolo è un tributo al reggimento svedese Livgardet ed è stato scritto sia in Svedese (sotto il nome di "Livgardet", pubblicato il 26 febbraio 2021) sia in Inglese, sotto il nome di “The Royal Guard”, pubblicato il 9 aprile 2021 in relazione al suo 500° anniversario come unità militare, rendendola una delle unità militari più longeve al mondo. La canzone è stata inizialmente fatta in collaborazione con le forze armate svedesi e il reggimento di Livgardet, ma la cooperazione è stata interrotta dopo gli ordini del comando dell'esercito svedese, citando come motivo il fatto che i Sabaton avevano suonato in Crimea nel 2015 in un festival ospitato dalla banda di motociclisti russi Night Wolves.
Il 7 maggio 2021, è stato pubblicato il secondo singolo chiamato "Defence of Moscow", una cover inglese di una canzone russa ispirata ai Sabaton cantata da Radio Tapok e più tardi pubblicheranno la cover dei Manowar “Kingdom Come”.
Il 25 agosto 2021, la canzone "Steel Commanders" è stata pubblicata in collaborazione con Wargaming per World of Tanks. Tina Guo, che in precedenza si è unita alla band sul palco al Wacken Open Air Festival 2019, ha eseguito un assolo di violoncello elettrico e ha suonato nella registrazione del singolo. In seguito è stata selezionata da Loudwire come la 33ª migliore canzone power metal del 2021.
Il 10 agosto 2021, i Sabaton pubblicano un teaser per il 14 agosto scritto in codice Morse e tradotto in "la guerra per porre fine a tutte le guerre", titolo del prossimo album. In precedenza, all'Exit Festival di Novi Sad a luglio, la band aveva presentato in anteprima un video musicale animato con gli Yarnhub Studios per "Lady of the Dark", canzone del prossimo album su Milunka Savic.
Il 4 marzo 2022, i Sabaton pubblicano l’album The War To End All Wars, contenente i singoli "Christmas Truce" (pubblicato il 29 ottobre 2021), "Soldier of Heaven" (pubblicato il 7 gennaio 2022) e "The Unkillable Soldier" (pubblicato l'11 febbraio 2022, dove Indy Neidell ha interpretato Adrian Carton de Wiart nel video musicale).
Il 14 aprile 2022, i Sabaton suonano un concerto nella loro città natale di Falun e l’allora ex chitarrista Thobbe Englund si unì a loro per suonare alcune canzoni.
Il 30 settembre 2022, i Sabaton annunciano l’inizio dell’uscita di una nuova trilogia di EP intitolata “Echoes of The Great War; nello stesso giorno, il primo EP Weapons of The Modern Age viene pubblicato insieme al singolo "Father", una canzone scritta sullo scienziato e chimico tedesco Fritz Haber. Successivamente, un altro singolo intitolato "The First Soldier" viene pubblicato il 20 gennaio 2023 aprendo il secondo EP Heroes of the Great War; infine, il 14 aprile 2023, viene pubblicato l’ultimo EP Stories from The Western Front con il singolo “1916”, cover della canzone dei Mötorhead. Verso la fine del mese, la band ha intrapreso il tour europeo The Tour To End All Tours (che era stato rimandato dal 2020 a causa della pandemia di COVID-19) insieme al sostegno delle band Lordi e Babymetal.
Nel 2023, la band ha pubblicato un film d'animazione in collaborazione con gli Yarnhub Studios basato sul loro album The War to End All Wars, visibile nei musei di tutto il mondo.
L'11 marzo 2025, il film è stato rilasciato sulle principali piattaforme di streaming come Apple TV, Amazon Prime e YouTube Movies.
All’inizio del 2024, il chitarrista Tommy Johansson ha abbandonato la band il 20 gennaio (per concentrarsi sui suoi altri progetti) e Thobbe Englund è ritornato nella band al posto di Tommy il 9 febbraio 2024.
Prima di riprendere il The Tour To End All Tours l’11 ottobre 2024, i Sabaton hanno pubblicato un secondo film intitolato The Tour to End All Tours, che è stato visto in oltre 600 cinema in 24 paesi; questo film è stato registrato nello Ziggo Dome di Amsterdam durante il tour nel 2023 e in seguito è uscito il vinile dedicato in edizione limitata contenente 3 dischi.

### Legends (2025-presente)
Nel maggio 2025, i Sabaton sono ritornati per concludere il tour in Sud America.
I Sabaton si dirigeranno per The Legendary Tour verso la fine del 2025, suonando 22 concerti in Europa con la The Legendary Orchestra, concludendo il tour nel loro paese d'origine, la Svezia. Si dice che il tour sia il più grande di sempre.
Nel giugno 2025, i Sabaton partecipano allo Sweden Rock Festival per la prima volta in un decennio per iniziare il tour europeo The Legendary Tour. A settembre proseguiranno il tour tornando in Australia supportati dalla band Amaranthe, poi proseguiranno il tour in Nuova Zelanda (senza gli Amaranthe) e, ad ottobre, i Sabaton torneranno a Istanbul, in Turchia e proseguiranno in Moldavia e Kazakistan, concludendo il tour del 2025 e dando inizio al tour del 2026.
Prima di intraprendere il The Legendary Tour, il 12 aprile 2025, il gruppo ha annunciato il primo singolo "Templars", pubblicato il 25 aprile 2025 che parla dei Cavalieri Templari e delle Crociate: questo è stato il primo materiale esplicitamente pubblicato sotto il loro nuovo contratto con Better Noise Music, tuttavia questo singolo e il loro prossimo album Legends sono stati completati prima che la band si trasferisse sull'etichetta discografica. Il video musicale è stato girato in Serbia nelle Fortezze di Belgrado e di Smederevo.
Il 6 giugno 2025, la band ha pubblicato il secondo singolo dell’album intitolato "Hordes of Khan", che parla dell’iconico Genghis Khan e il suo impero mongolo; il video musicale è stato girato al Natural History Museum e alla storica Harrow School a Londra con la partecipazione di Leo Mullback, figlio dell’ex batterista Daniel Mullback.
Dal 20 luglio 2025, la band annuncia sui social media la pubblicazione di altri 2 singoli: il 25 luglio 2025 esce il terzo singolo "The Duelist", una canzone sul leggendario Samurai Miyamoto Musashi; insieme esce il quarto singolo “Lighting at The Gates” con tema riguardante Annibale e Le Guerre Puniche; infine la band annuncia (oltre alla pubblicazione dei 2 singoli) anche l’uscita dell’album, che attraversa temi e personaggi come Giovanna d’Arco, Napoleone Bonaparte, Giulio Cesare, Vlad III “L’Impalatore”, Sesostri III, Gustavo II Adolfo e Lü Bu.
Il 17 Ottobre 2025, i Sabaton pubblicano l’album Legends, contenente i singoli precedentemente citati; questo è il primo album registrato con il vecchio Thobbe Englund, ritornato nella band.

## Stile musicale
Lo stile musicale del gruppo rientra nel filone del power metal epico, con l'alternarsi della caratteristica voce solista del cantante-compositore e dei cori, spesso usati nei refrain.

## Temi dei testi
Le tematiche trattate dai Sabaton vertono principalmente sulla guerra, antica e moderna. Molti testi riguardano battaglie famose della storia viste da un punto di vista generale o dall'occhio di una delle fazioni. Le due guerre mondiali sono molto presenti nei testi (come per esempio in Cliffs of Gallipoli che narra della Battaglia di Gallipoli da un punto di vista neutrale, o in Panzerkampf, che ha come tema la Battaglia di Kursk vista dal punto di vista dei sovietici), ma si possono riscontrare anche temi differenti da quelli delle guerre mondiali, come la Guerra delle Falkland o quella del golfo (rispettivamente in Back in Control, vista dal punto di vista inglese, in Panzer Battalion e Reign of Terror, vista dal punto di vista della Coalizione). Spesso i testi raccontano la storia di un singolo personaggio della storia militare, come il brano White Death, incentrato sulla figura del cecchino finlandese Simo Häyhä; To Hell and Back, che parla del pluridecorato soldato americano Audie Murphy; The Red Baron, canzone su Manfred von Richthofen, il "Barone Rosso".

## Formazione

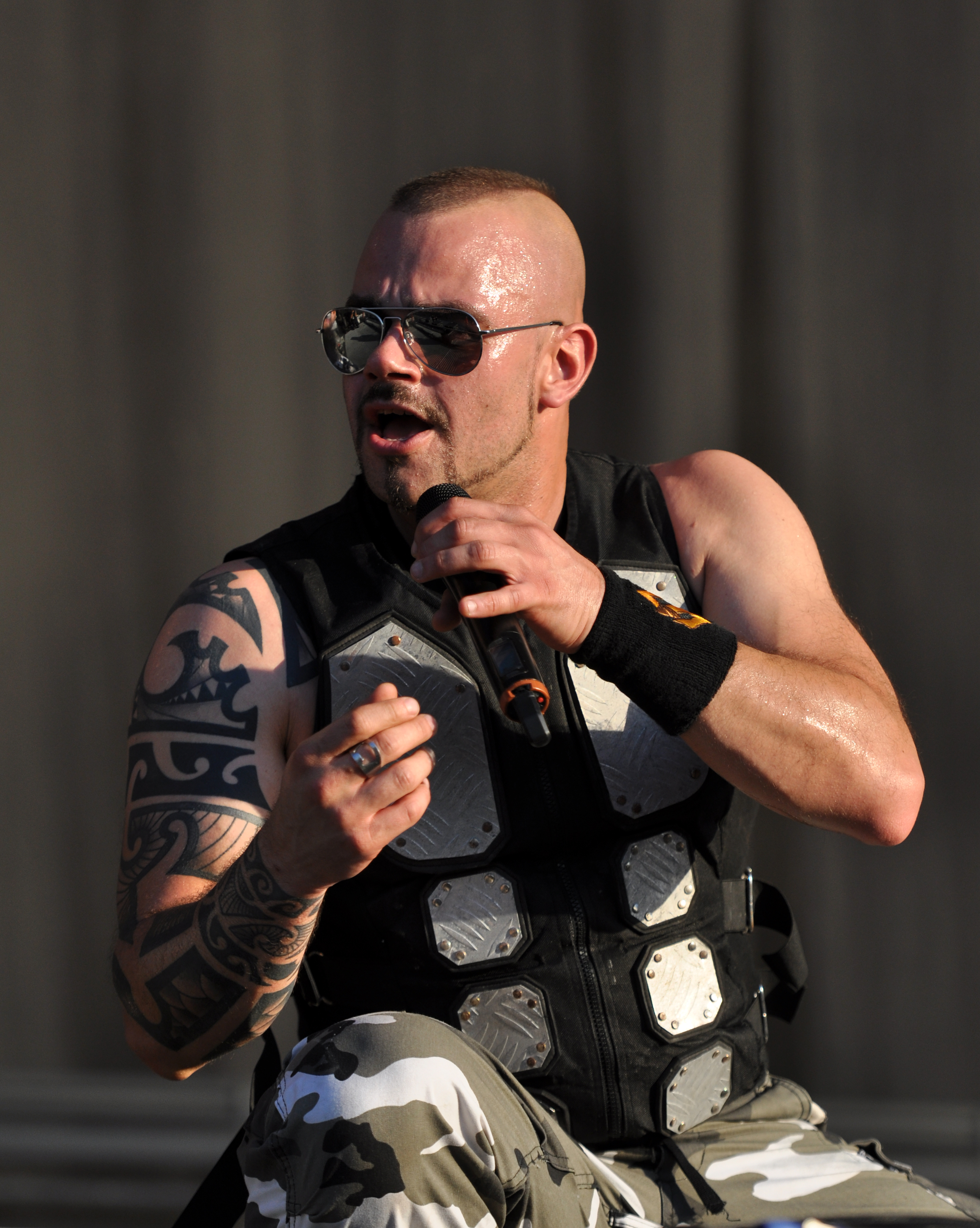
Joakim Brodén

### Formazione attuale
- Joakim Brodén - voce, tastiere (1999-presente)
- Chris Rörland - chitarra (2012-presente)
- Pär Sundström - basso (1999-presente)
- Hannes Van Dahl - batteria (2013-presente)
- Thobbe Englund - chitarra (2012-2016) (2024-presente) [13]

### Ex componenti
- Richard Larsson – batteria (1999–2001)
- Rickard Sundén - chitarra (1999-2012)
- Oskar Montelius - chitarra (1999-2012)
- Daniel Mullback - batteria (2001-2012)
- Daniel Mÿhr - tastiere (2005-2012)
- Robban Bäck - batteria (2012-2013)
- Tommy Johansson - chitarra (2016-2024)

## Discografia

### Album in studio
- 2005 – Primo Victoria
- 2006 – Attero Dominatus
- 2007 – Metalizer
- 2008 – The Art of War
- 2010 – Coat of Arms
- 2012 – Carolus Rex
- 2014 – Heroes
- 2016 – The Last Stand
- 2019 – The Great War
- 2022 – The War to End All Wars
- 2025 - Legends

### Album dal vivo
- 2011 – World War Live: Battle of the Baltic Sea
- 2013 – Swedish Empire Live
- 2016 – Heroes on Tour
- 2021 - The Great Show (The Great Tour Live In Prague, 2020)
- 2024 - The Tour To End All Tours (Live In Amsterdam, 2023)

### Raccolte
- 2001 – Fist for Fight

### EP
- 2022-2023 - Echoes of The Great War[14]:
- 2022 - Weapons of The Modern Age[15]
- 2023 - Heroes of The Great War[16]
- 2023 - Stories From the Western Front[17]